# Agguato sul fondo
Agguato sul fondo (Crash Dive) è un film del 1943 diretto da Archie Mayo.

## Trama
Il tenente della Marina Stewart, trasferito da poco sul sommergibile Corsaro, e il comandante Connors amano, ognuno all'insaputa dell'altro, la stessa ragazza, fidanzata del comandante. Il tenente, dapprima rifiutato, parte per una missione e al ritorno confessa nuovamente i suoi sentimenti alla donna, che lo ricambia, ma solo allora egli comprende chi ne sia il fidanzato. L'amicizia tra i due uomini sembra incrinarsi, ma si rinsalda durante la nuova missione, quando Stewart, vedendo Connors in pericolo, lo salva.

## Produzione
Prodotto dalla Twentieth Century Fox Film Corporation e girato nell'importante base dell'U.S. Navy a New London nel Connecticut.

## Distribuzione

### Data di uscita
Il film venne distribuito in varie nazioni, fra cui:
- Stati Uniti d'America,Crash Dive 28 aprile 1943
- Australia 23 dicembre 1943
- Svezia, Rivalerna  18 settembre 1944
- Francia, Requins d'acier 25 luglio 1946
- Danimarca, Dybets helte 27 aprile 1947
- Finlandia, Merten vinttikoirat  28 aprile 1950
- Giappone 21 settembre 1951

## Accoglienza

### Critica
La seconda parte del film risulta superiore alla prima grazie anche alla buona interpretazione dei vari attori.

## Riconoscimenti
- 1944 - Premio Oscar
  - Migliori effetti speciali